# 佐藤両々
佐藤 両々（さとう りょうりょう、1977年2月5日 - ）は、日本の4コマ漫画家。広島県出身。女性で既婚。兵庫県を経て、現在は奈良県在住。

## 概略
ゲーム会社コンパイル勤務を経て漫画家に転身してデビュー。
コンパイル在籍時は主に「コンパイルクラブ」の編集に携わっていた。当初は両替機と名乗っていたが、「じゃあ、両替してみろよ!」というキツい突っ込みに屈する格好で両替できない両替機に、そして省略して「両々」となり、旧姓の佐藤とあわせ現在のペンネームの元になっている。同期のグラフィックデザイナーとして武内崇、ゆきみ、有坂司恩がいる。
『まんがタイムオリジナル』では、漫画の連載とは別に、特集コーナーで体験漫画を描いていることがある。

## 主な作品
- そこぬけRPG（『まんがタイムオリジナル』、『まんがタイム』）

「題材がゲーム会社」「ピンクのユニフォーム」など、かつてのコンパイルを髣髴とさせる内容がある。
- 天使のお仕事（『まんがライフMOMO』）
- こうかふこうか（『まんがくらぶオリジナル』）
- ゆずりは! - 以下の2作品が収録されている。
  - 保育士のススメ（『まんがタイム』）
  - ミルキィーパンチ☆（『まんがタイム』）
- しょっぴんブギ（『まんがくらぶオリジナル→『まんがライフオリジナル』）
- 両々式ウキウキ育児ライフ（『すくすくパラダイス』、下記『つれづれなるママ本』単行本に収録）
- わさんぼん〜和菓子屋顛末記〜（『まんがタイム→『まんがタイムファミリー』→『まんがタイムオリジナル』）
- つれづれなるママ本（同人作品として発表されたものを編集し竹書房バンブーコミックスより発行、既刊3巻）
- 崖っぷち天使（エンジェル）マジカルハンナちゃん（『まんがライフMOMO』）
- あつあつふーふー（『まんがタウン』）
- はるまち・ダンス（『まんがくらぶオリジナル』、『まんがライフオリジナル』）
- ちまりエンプティ（『まんがタイムオリジナル』）
- カグラ舞う!（『ヤングキングアワーズ』）